# La Besòla
La Besòla (en francès La Bezole) és un municipi del departament de l'Aude, a la regió d'Occitània. L'1 de gener del 2022 tenia 47 habitants.